# Paul Chocque
Paul Chocque (* 14. Juli 1910 in Meudon; † 4. September 1949 in Paris) war ein französischer Radsportler.
1930 gewann er das traditionsreiche Eintagesrennen Paris-Évreux, den Cicuit de Laigle sowie Paris–Le Mans. 1932 startete Paul Chocque bei den Olympischen Sommerspielen in Los Angeles auf der Bahn und auf der Straße. In der Mannschaftsverfolgung errang er gemeinsam mit Amédée Fournier, Henri Mouillefarine und René Le Grevès die Silbermedaille. Im Straßenrennen belegte er Platz zehn in der Einzel- und Platz fünf in der Mannschaftswertung. Im selben Jahr wurde er Dritter der Amateur-Straßenweltmeisterschaft in Rom. Im Jahr darauf gewann er den Grand Prix Wolber und den Circuit des Deux-Sèvres.
Anschließend wurde Chocque Profi. 1933 siegte er im Eintagesrennen Circuit de Paris. 1936 gewann er Bordeaux–Paris und das Critérium International, 1936 und 1938 wurde er französischer Meister im Querfeldeinrennen. Zweimal – 1935 und 1937 – startete er bei der Tour de France. 1935 wurde er 31. der Gesamtwertung, 1937 belegte er Rang sieben und gewann eine Etappe sowie eine Halbetappe.
Paul Chocque starb im Alter von 39 Jahren nach einem Sturz bei einem Steherrennen im Prinzenparkstadion in Paris.